# サッカーブラジル代表

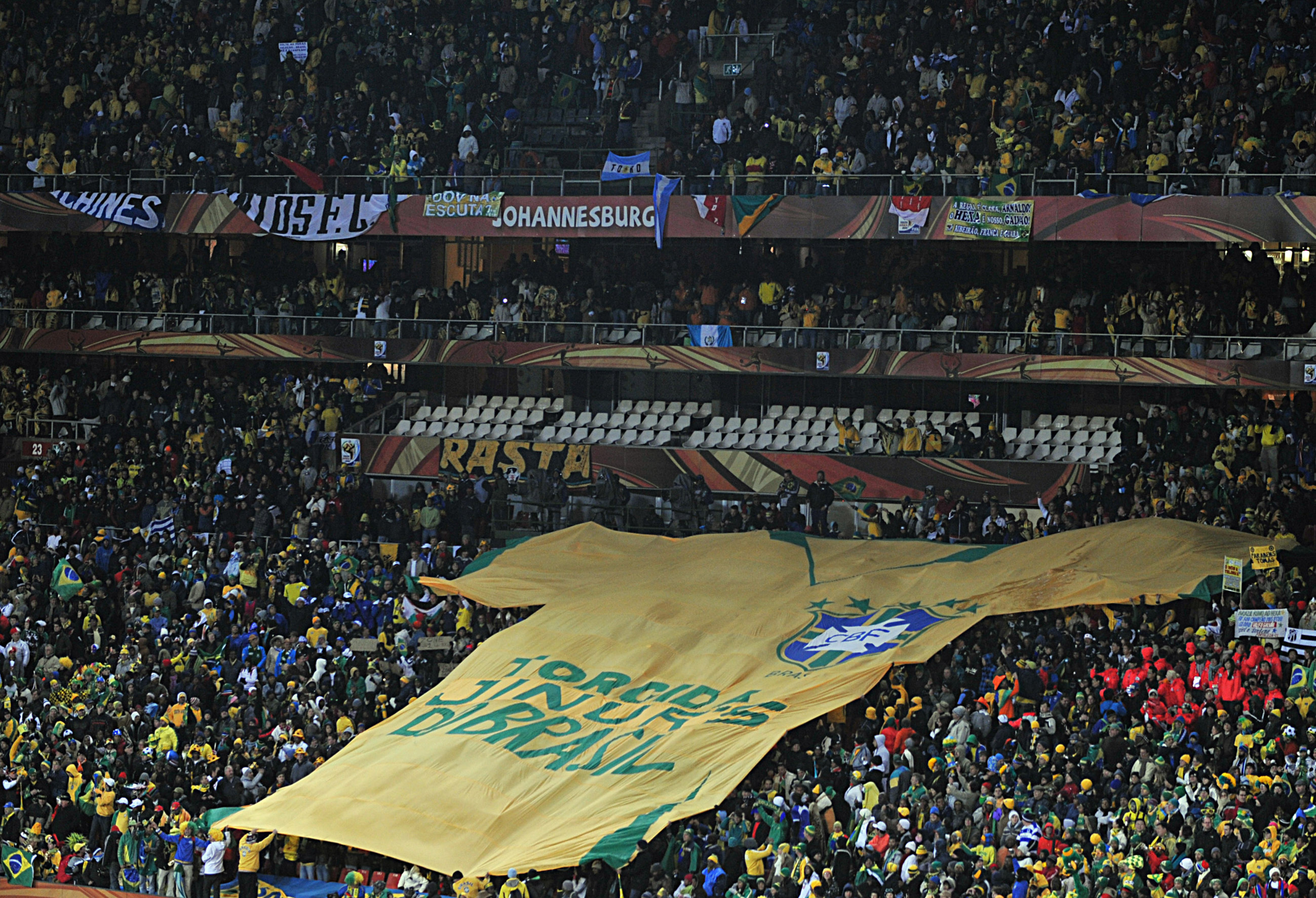
ブラジルのサポーター（2010年南アフリカW杯、北朝鮮戦）

サッカーブラジル代表（サッカーブラジルだいひょう、伯: Seleção Brasileira de Futebol）は、ブラジルサッカー連盟（CBF）によって構成されるブラジルのサッカーのナショナルチーム。

## 概要
FIFAワールドカップにおいて唯一、2022年大会までの22大会全てにおいて本大会出場を果たしており、最多となる5度の優勝経験を有する世界を代表する強豪国である。1970年大会と2002年大会では、全試合90分以内での全勝優勝を達成している。中でも1970年大会は南米予選でも6試合で全勝しており、予選・本大会を通じての全勝優勝はこれが大会史上唯一である。
ワールドカップ優勝国の中では、スペインと同様に地元開催での優勝経験が無い。コパ・アメリカでは9回優勝している。これは16回のアルゼンチン、15回のウルグアイに続いて3番目に多い回数である。FIFAランキングで1位になった経験を持つ8チームのうちの1つでもある。
チームカラーはカナリア色（黄色）・青・緑・白で、これはブラジルの国旗から取られている。愛称はチームカラーよりカナリア（Os Canarinhos）。また、ブラジルの公用語であるブラジルポルトガル語でナショナルチームのことをセレソン seleção（[ˌseleˈsɐ̃w̃] セレサォン）というが、ヨーロッパポルトガル語では seleção（[sɨlɛˈsɐ̃w̃] スレソン）と言い、綴りは同じながら発音が異なるため、日本語では「セレソン」だけでブラジル代表を想起させることが多い。
なお、「セレソン・ブラジレイラ」は本来はサッカーに限ったものではなく『ブラジル代表』という意味なので、バレーボール等他の競技でも代表チームは「セレソン・ブラジレイラ」と呼ばれる。
最多出場はカフーの142試合、最多得点はネイマールの79得点である。ブラジル国内での試合開催はワールドカップ地区予選、アルゼンチンとの親善試合「スーペルクラシコ」以外では年1回の親善試合に限られている。それ以外ではヨーロッパを中心にアウェー、もしくは中立国で開催している。
CBFロゴの上部にある星は、これまでのワールドカップ優勝回数を示している。この星は1回優勝を果たす度に、次のユニフォームにおいて星の数が増えていく。なお2020年以前はサッカーブラジル女子代表のユニフォームにも男子と同じく星を付けていたが、男女代表間の功績を明確に区別する為、女子代表のユニフォームには星がなくなった。

## 歴史

ブラジル代表のエンブレムの基になっているキリスト騎士団の十字。これは旧宗主国のポルトガル代表と共通である。

### 20世紀
1914年、リオデジャネイロ州とサンパウロ州の合同選抜チームがイングランドのエクセター・シティFCと対戦したのがブラジル代表の最初の対外試合であると言われている。試合結果については2-0でブラジルの勝利であったとするものと、3-3の引き分けであったとするものとがいずれも複数存在しており、正確な情報は不明である。
初期のブラジル代表は常に世界トップレベルにある現状とは程遠く、ブラジルサッカー連盟内部でのプロ化に関する意見の不一致による内部紛争などの影響で、代表チームの編成も不安定な状況にあった。南米選手権（現在のコパ・アメリカ）では1919年、1922年に優勝したものの、1920年にチリのビニャ・デル・マールで開かれた南米選手権ではウルグアイに、2014年時点で最多得失点差での敗戦記録として残る0-6の大敗を喫している。また、第一次世界大戦の影響もあるが先述のエクセター・シティFCとの対戦以降、欧州チームとの対戦は1928年、スコットランドのマザーウェルFCとの試合までなかった。
ウルグアイで開催された第1回FIFAワールドカップに出場し、グループ2初戦のユーゴスラビア戦に1-2で敗れ、続くボリビア戦には4-0で勝利したもののグループリーグ敗退となった。
1934年にはイタリア王国で開催された1934 FIFAワールドカップ初戦のスペイン戦に1-3で敗れ、早々に敗退、その足で向かったアウェーの親善試合ユーゴスラビア戦で、2019年時点でブラジル代表の公式試合最多失点記録として残る4-8の大敗を喫している。1938 FIFAワールドカップでは初めて準決勝まで進出するも、優勝したイタリアに1-2で敗れ3位決定戦でスウェーデンに勝利し3位となっている。
ブラジルにとって、ワールドカップ優勝を狙える最初の機会は南米選手権で27年ぶりに優勝した1949年の翌年、自国で開催された1950年大会であった。1次リーグを2勝1分で突破すると、2次リーグでもスウェーデンに7-1、スペインに6-1と大勝し、この大会の事実上の決勝となったリオデジャネイロのマラカナン・スタジアムでのウルグアイとの2次ラウンド最終戦に臨んだ。しかし引き分けでも優勝だったにもかかわらず逆転負けを喫し、初優勝を逃した。これは「マラカナンの悲劇」とよばれている。
初優勝は1958年スウェーデン大会で、決勝で地元のスウェーデンを5-2で破った。これは南アメリカのチームがヨーロッパで開催されたワールドカップで優勝したただひとつの例である。1970年メキシコ大会では、ペレ率いるブラジルは3度目の優勝を果たし、ジュール・リメ杯を永久保持することとなった。
1982年スペイン大会のジーコ、ソクラテス、ファルカン、トニーニョ・セレーゾの4選手が形成した中盤は黄金のカルテットと呼ばれ、「ブラジルサッカー史上最もファンを魅了したチーム」と称されたが結果的には2次リーグ敗退している。ブラジルでは、この2次リーグのイタリア戦を「サリアの悲劇」とよんでいる。
1994 FIFAワールドカップでは決勝でも決着がつかず、PK戦の末にロベルト・バッジョらを擁するイタリアに3-2で勝利し4度目の優勝を飾った。1998 FIFAワールドカップでも2大会連続で決勝に進出したが、ジネディーヌ・ジダンらを擁する開催国のフランスの前に0-3で敗れ、連覇はならなかった。

### 21世紀
2002年日韓大会南米予選で苦戦し、本大会出場すら危ないほどだった。それを引きずるかのように本大会初戦のトルコ戦でも先制点を許してしまうが、何とか2-1で逆転勝ちした。しかしその後はロナウド、リバウド、ロナウジーニョら攻撃陣が機能し、全勝で決勝まで勝ち上がった。決勝の相手はそれまでワールドカップで対戦したことのなかったもうひとつのサッカー大国、オリバー・カーンらを擁するドイツだった。これをロナウドの2ゴールにより2-0で制し、ワールドカップ最多優勝記録を5に伸ばした。
2006年ドイツ大会では、前回大会とは対照的に南米予選を1位で通過した。黄金のカルテットになぞらえて「カルテット・マジコ」（魔法の4人組）と呼ばれたロナウド、ロナウジーニョ、カカ、アドリアーノの4人による前線を擁し、優勝候補の大本命とみなされていた。特にロナウジーニョへの期待が高く、「この大会はロナウジーニョの大会になるだろう」との声もあった。だが、準々決勝で8年前のフランス大会の決勝で敗れたフランスと当たり、0-1で落とし連覇及び当時史上初となるはずった4大会連続ベスト4を逃した。
2010年南アフリカ大会南米予選では、開始早々から好調を維持していた。2009年9月5日、敵地での対アルゼンチン戦を3-1で勝利し、3試合を残しながら南米勢のトップを切って本大会出場が決定した。これで第1回（1930年ウルグアイ大会）からの連続本大会出場記録が「19」に伸びた。本大会では順当に勝ち上がるが、準々決勝でオランダと対戦し1-2で逆転負けを喫した。翌年のコパ・アメリカ2011では3連覇を狙ったものの、準々決勝でパラグアイと対戦して押し込みながらもゴールを奪えず、PK戦の末に敗れた。
2014年大会は、開催国として予選免除での本大会出場、丁度20度目の出場となった。エースのネイマールを中心にチームは勝ち進んだものの、ベスト4を争った準々決勝のコロンビア戦では2-1で勝利を収めながらチームの核であるネイマールがコロンビアのフアン・スニガと衝突した際に腰椎を負傷し、それ以後の試合は絶望となった。またキャプテンでセンターバックのチアゴ・シウバもイエローカードを貰い、次戦累積により出場停止となった。決勝進出を賭けた準決勝のドイツ戦では、前半に5失点を喫するなど1-7と歴史的大敗を喫した。これは、3大会ぶりの決勝進出を逃しただけでなくワールドカップの決勝トーナメント史上初の7失点という記録も残した。この敗戦は「マラカナンの悲劇」にちなんで「ミネイロンの惨劇（ベロオリゾンテの惨劇など）」(Mineiraço)と呼ばれている。前回大会の準々決勝で敗れたオランダとの3位決定戦でも0-3で敗れ、2010年大会の雪辱を果たせず10大会ぶり2度目の4位に終わった。南米大陸開催のFIFAワールドカップで、開催国が3位以内に進出できなかった初の例となった。なお、11得点に対し14失点（出場した大会中、ワースト記録）と1966年イングランド大会以来11大会ぶりに失点数が得点数を上回った。
2018年ロシア大会・南米予選ではネイマールの不在により、序盤6試合は2勝しかできず予選敗退ゾーンの6位まで転落したが、その後は一気に9連勝し、ワールドカップ地区予選通過第1号で本大会出場を決めると同時に連続本大会出場記録が「21」に伸びた。本大会ではグループEに入り、初戦のスイス戦では1-1のドローとなったが、2戦目のコスタリカ戦では後半のアディショナルタイムにコウチーニョ、ネイマールがゴールを決め2-0で勝利を収めた。3戦目のセルビア戦でも2-0、迎えた決勝トーナメント1回戦のメキシコ戦でも2-0で勝利した。しかし、準々決勝のベルギー戦では前半の13分にフェルナンジーニョのオウンゴールで先制を許すと、31分にもケヴィン・デ・ブライネに追加点を奪われる。後半の31分にレナト・アウグストのゴールで1点を返したが、1-2で敗れベスト8で敗退となった。
2022年カタール大会・南米予選の第6節アルゼンチン戦でアルゼンチンの選手がブラジルの新型コロナウイルス感染拡大対策ルールに違反している可能性があるとして試合開始直後に中止となるトラブルに見舞われたが、無敗で1位通過し22回連続出場を果たした。FIFAランキング1位で迎えた本大会ではグループGに組み分けされ、初戦のセルビア戦を後半にリシャルリソンの2得点により2-0で勝利するも、今大会が最後のW杯と話していたネイマールが試合中に足首を負傷してしまいグループステージの残りの試合を欠場することになった。2戦目のスイス戦は83分にカゼミーロのゴールで1-0で勝利し、2連勝で決勝トーナメント進出を決めた。グループリーグ3連勝を賭けて挑んだ第3戦のカメルーン戦は終始攻め続けたが得点を挙げることはできず、逆に後半アディショナルタイムにヴァンサン・アブバカルに先制ゴールを奪われてそのまま0-1で敗れ、24年ぶりにグループリーグで敗戦を喫したが1位で通過した。決勝トーナメント1回戦ではネイマールが復帰し韓国を相手に4-1で快勝。準々決勝クロアチア戦では延長前半にネイマールがペレの持つブラジル代表最多得点記録（77得点）に並ぶゴールで先制するも延長後半にブルーノ・ペトコヴィッチのゴールにより同点とされ、PK戦では4人連続で成功させたクロアチアに対しブラジルは1番手のロドリゴのシュートがドミニク・リヴァコヴィッチに止められると、最後は4番手のマルキーニョスのシュートがゴール左ポストにはじかれたところで試合終了。2大会連続のベスト8敗退となった。試合後、2016年に就任して以降の6年間で81試合61勝を挙げていたチッチ監督が退任を表明した。
コパ・アメリカ2024ではグループDに組み分けされ、初戦でコスタリカと対戦した。終始攻め続けたが得点を挙げることはできず、前半31分にマルキーニョスがネットを揺らしたものの、これがVAR判定で取り消される不運に遭い0-0の引き分けに終わった。2戦目のパラグアイ戦は	
ヴィニシウスの2ゴールの活躍で4-1で快勝し大きな勝点3を得た。勝利すれば逆転での1位通過が決まる3戦目のコロンビア戦では前半12分にハフィーニャのゴールで先制するも、前半終了間際にダニエル・ムニョスのゴールにより同点とされそのまま1-1で引き分け、2位での通過となった。準々決勝はグループC1位通過のウルグアイと対戦した。前半を0-0で折り返し、74分に相手に退場者が出て数的優位に立ったが、最後まで相手の堅い守備を崩すことはできず90分で決着は着かずPK戦にもつれ込む。ブラジルは1人目のエデル・ミリトンのシュートがGKに止められ、3人目のドウグラス・ルイスのシュートもポストにはじかれてしまう。その後のウルグアイの4人目ホセ・マリア・ヒメネスのシュートはアリソンが止めたが、最後はウルグアイの5人目マヌエル・ウガルテに決められたところで試合終了。ベスト8で大会を去り、2大会連続のベスト4入りはかなわなかった。

## A代表の成績

### FIFAワールドカップ
| 開催国 / 年 | 成績               | 試  | 勝 | 分 | 負 | 得  | 失  |
| ----------- | ------------------ | --- | -- | -- | -- | --- | --- |
| 1930        | グループリーグ敗退 | 2   | 1  | 0  | 1  | 5   | 2   |
| 1934        | 1回戦敗退          | 1   | 0  | 0  | 1  | 1   | 3   |
| 1938        | 3位                | 5   | 3  | 1  | 1  | 14  | 11  |
| 1950        | 準優勝             | 6   | 4  | 1  | 1  | 22  | 6   |
| 1954        | ベスト8            | 3   | 1  | 1  | 1  | 8   | 5   |
| 1958        | 優勝               | 6   | 5  | 1  | 0  | 16  | 4   |
| 1962        | 優勝               | 6   | 5  | 1  | 0  | 14  | 5   |
| 1966        | グループリーグ敗退 | 3   | 1  | 0  | 2  | 4   | 6   |
| 1970        | 優勝               | 6   | 6  | 0  | 0  | 19  | 7   |
| 1974        | 4位                | 7   | 3  | 2  | 2  | 6   | 4   |
| 1978        | 3位                | 7   | 4  | 3  | 0  | 10  | 3   |
| 1982        | 2次リーグ敗退      | 5   | 4  | 0  | 1  | 15  | 6   |
| 1986        | ベスト8            | 5   | 4  | 1  | 0  | 10  | 1   |
| 1990        | ベスト16           | 4   | 3  | 0  | 1  | 4   | 2   |
| 1994        | 優勝               | 7   | 5  | 2  | 0  | 11  | 3   |
| 1998        | 準優勝             | 7   | 4  | 1  | 2  | 14  | 10  |
| 2002        | 優勝               | 7   | 7  | 0  | 0  | 18  | 4   |
| 2006        | ベスト8            | 5   | 4  | 0  | 1  | 10  | 2   |
| 2010        | ベスト8            | 5   | 3  | 1  | 1  | 9   | 4   |
| 2014        | 4位                | 7   | 3  | 2  | 2  | 11  | 14  |
| 2018        | ベスト8            | 5   | 3  | 1  | 1  | 8   | 3   |
| 2022        | ベスト8            | 5   | 3  | 1  | 1  | 8   | 3   |
| 合計        | 出場22回/優勝5回   | 114 | 76 | 19 | 19 | 237 | 108 |

### コパ・アメリカ
- 1916 - 3位
- 1917 - 3位
- 1919 - 優勝
- 1920 - 3位
- 1921 - 準優勝
- 1922 - 優勝
- 1923 - 4位
- 1924 - 参加取り消し
- 1925 - 準優勝
- 1926 - 参加取り消し
- 1927 - 参加取り消し
- 1929 - 参加取り消し
- 1935 - 参加取り消し
- 1937 - 準優勝

- 1939 - 参加取り消し
- 1941 - 参加取り消し
- 1942 - 3位
- 1945 - 準優勝
- 1946 - 準優勝
- 1947 - 参加取り消し
- 1949 - 優勝
- 1953 - 準優勝
- 1955 - 参加取り消し
- 1956 - 4位
- 1957 - 準優勝
- 1959 - 準優勝
- 1959 - 3位
- 1963 - 4位

- 1967 - 参加取り消し
- 1975 - ベスト4
- 1979 - ベスト4
- 1983 - 準優勝
- 1987 - グループリーグ敗退
- 1989 - 優勝
- 1991 - 準優勝
- 1993 - ベスト8
- 1995 - 準優勝
- 1997 - 優勝
- 1999 - 優勝
- 2001 - ベスト8
- 2004 - 優勝
- 2007 - 優勝

- 2011 - ベスト8
- 2015 - ベスト8
- 2016 - グループリーグ敗退
- 2019 - 優勝
- 2021 - 準優勝
- 2024 - ベスト8

### FIFAコンフェデレーションズカップ
| 開催国 / 年 | 成績               | 試     | 勝     | 分     | 敗     | 得     | 失     | 備考                                                            |
| ----------- | ------------------ | ------ | ------ | ------ | ------ | ------ | ------ | --------------------------------------------------------------- |
| 1992        | 不参加             | 不参加 | 不参加 | 不参加 | 不参加 | 不参加 | 不参加 | コパ・アメリカ1991は準優勝                                      |
| 1995        | 不参加             | 不参加 | 不参加 | 不参加 | 不参加 | 不参加 | 不参加 | コパ・アメリカ1993はベスト8                                     |
| 1997        | 優勝               | 5      | 4      | 1      | 0      | 14     | 2      | 前回のワールドカップ優勝国枠で出場                              |
| 1999        | 準優勝             | 5      | 4      | 0      | 1      | 18     | 6      | コパ・アメリカ1997優勝                                          |
| 2001        | 4位                | 5      | 1      | 2      | 2      | 3      | 3      | コパ・アメリカ1999優勝                                          |
| 2003        | グループリーグ敗退 | 3      | 1      | 1      | 1      | 3      | 3      | 前回のワールドカップ優勝国枠で出場                              |
| 2005        | 優勝               | 5      | 3      | 1      | 1      | 12     | 6      | 前回のワールドカップ優勝国枠で出場 （コパ・アメリカ2004も優勝） |
| 2009        | 優勝               | 5      | 5      | 0      | 0      | 14     | 5      | コパ・アメリカ2007優勝                                          |
| 2013        | 優勝               | 5      | 5      | 0      | 0      | 14     | 3      | 翌年のワールドカップ開催国                                      |
| 2017        | 不参加             | 不参加 | 不参加 | 不参加 | 不参加 | 不参加 | 不参加 |                                                                 |
| 合計        | 出場7回/優勝4回    | 33     | 23     | 5      | 5      | 78     | 28     |                                                                 |

## 世代別の成績

### オリンピック
| 開催年 | 結果               | 試合     | 勝利     | 引分     | 敗戦     | 得点     | 失点     |
| ------ | ------------------ | -------- | -------- | -------- | -------- | -------- | -------- |
| 1900   | 不参加             | 不参加   | 不参加   | 不参加   | 不参加   | 不参加   | 不参加   |
| 1904   | 不参加             | 不参加   | 不参加   | 不参加   | 不参加   | 不参加   | 不参加   |
| 1908   | 不参加             | 不参加   | 不参加   | 不参加   | 不参加   | 不参加   | 不参加   |
| 1912   | 不参加             | 不参加   | 不参加   | 不参加   | 不参加   | 不参加   | 不参加   |
| 1920   | 不参加             | 不参加   | 不参加   | 不参加   | 不参加   | 不参加   | 不参加   |
| 1924   | 予選敗退           | 予選敗退 | 予選敗退 | 予選敗退 | 予選敗退 | 予選敗退 | 予選敗退 |
| 1928   | 不参加             | 不参加   | 不参加   | 不参加   | 不参加   | 不参加   | 不参加   |
| 1936   | 不参加             | 不参加   | 不参加   | 不参加   | 不参加   | 不参加   | 不参加   |
| 1948   | 不参加             | 不参加   | 不参加   | 不参加   | 不参加   | 不参加   | 不参加   |
| 1952   | ベスト8            | 3        | 2        | 0        | 1        | 9        | 6        |
| 1956   | 予選敗退           | 予選敗退 | 予選敗退 | 予選敗退 | 予選敗退 | 予選敗退 | 予選敗退 |
| 1960   | グループリーグ敗退 | 3        | 2        | 0        | 1        | 10       | 6        |
| 1964   | グループリーグ敗退 | 3        | 1        | 1        | 1        | 5        | 2        |
| 1968   | グループリーグ敗退 | 3        | 0        | 2        | 1        | 4        | 5        |
| 1972   | グループリーグ敗退 | 3        | 0        | 1        | 2        | 4        | 6        |
| 1976   | 4位                | 5        | 2        | 1        | 2        | 6        | 6        |
| 1980   | 予選敗退           | 予選敗退 | 予選敗退 | 予選敗退 | 予選敗退 | 予選敗退 | 予選敗退 |
| 1984   | 準優勝             | 6        | 4        | 1        | 1        | 9        | 5        |
| 1988   | 準優勝             | 6        | 4        | 1        | 1        | 12       | 4        |
| 合計   | 8/20               | 32       | 15       | 7        | 10       | 59       | 40       |

### FIFA U-20ワールドカップ
| 開催年 | 結果     | 試合     | 勝利     | 引分     | 敗戦     | 得点     | 失点     |
| ------ | -------- | -------- | -------- | -------- | -------- | -------- | -------- |
| 1977   | 3位      | 5        | 3        | 2        | 0        | 13       | 3        |
| 1979   | 予選敗退 | 予選敗退 | 予選敗退 | 予選敗退 | 予選敗退 | 予選敗退 | 予選敗退 |
| 1981   | ベスト8  | 4        | 2        | 1        | 1        | 7        | 4        |
| 1983   | 優勝     | 6        | 5        | 1        | 0        | 13       | 4        |
| 1985   | 優勝     | 6        | 6        | 0        | 0        | 14       | 1        |
| 1987   | ベスト8  | 4        | 2        | 0        | 2        | 6        | 3        |
| 1989   | 3位      | 6        | 5        | 0        | 1        | 13       | 2        |
| 1991   | 準優勝   | 6        | 4        | 2        | 0        | 14       | 4        |
| 1993   | 優勝     | 6        | 5        | 1        | 0        | 11       | 2        |
| 1995   | 準優勝   | 6        | 4        | 1        | 1        | 11       | 3        |
| 1997   | ベスト8  | 5        | 4        | 0        | 1        | 25       | 5        |
| 1999   | ベスト8  | 5        | 3        | 0        | 2        | 13       | 5        |
| 2001   | ベスト8  | 5        | 4        | 0        | 1        | 15       | 2        |
| 2003   | 優勝     | 7        | 5        | 1        | 1        | 14       | 6        |
| 2005   | 3位      | 7        | 5        | 1        | 1        | 9        | 3        |
| 2007   | ベスト16 | 4        | 1        | 0        | 3        | 6        | 9        |
| 2009   | 準優勝   | 7        | 5        | 2        | 0        | 14       | 3        |
| 2011   | 優勝     | 7        | 5        | 2        | 0        | 18       | 5        |
| 2013   | 予選敗退 | 予選敗退 | 予選敗退 | 予選敗退 | 予選敗退 | 予選敗退 | 予選敗退 |
| 2015   | 準優勝   | 7        | 4        | 2        | 1        | 15       | 5        |
| 合計   | 18/20    | 103      | 72       | 18       | 16       | 231      | 69       |

### 南米ユース選手権
| 開催年 | 結果               | 試合   | 勝利   | 引分   | 敗戦   | 得点   | 失点   |
| ------ | ------------------ | ------ | ------ | ------ | ------ | ------ | ------ |
| 1954   | 準優勝             | 6      | 3      | 3      | 0      | 14     | 5      |
| 1958   | 3位                | 5      | 2      | 2      | 1      | 10     | 6      |
| 1964   | 不参加             | 不参加 | 不参加 | 不参加 | 不参加 | 不参加 | 不参加 |
| 1967   | ベスト4            | 5      | 3      | 0      | 2      | 7      | 5      |
| 1971   | グループリーグ敗退 | 4      | 2      | 0      | 2      | 7      | 3      |
| 1974   | 優勝               | 6      | 5      | 1      | 0      | 18     | 3      |
| 1975   | グループリーグ敗退 | 5      | 1      | 0      | 4      | 6      | 7      |
| 1977   | 準優勝             | 6      | 5      | 1      | 0      | 13     | 2      |
| 1979   | 4位                | 7      | 2      | 1      | 4      | 5      | 7      |
| 1981   | 準優勝             | 6      | 3      | 2      | 1      | 13     | 5      |
| 1983   | 優勝               | 7      | 6      | 1      | 0      | 16     | 3      |
| 1985   | 優勝               | 7      | 6      | 1      | 0      | 11     | 3      |
| 1987   | 準優勝             | 6      | 3      | 2      | 1      | 11     | 4      |
| 1988   | 優勝               | 7      | 5      | 1      | 1      | 14     | 2      |
| 1991   | 優勝               | 7      | 4      | 3      | 0      | 15     | 5      |
| 1992   | 優勝               | 6      | 5      | 1      | 0      | 7      | 0      |
| 1995   | 優勝               | 6      | 5      | 0      | 1      | 17     | 4      |
| 1997   | 準優勝             | 9      | 6      | 2      | 1      | 26     | 10     |
| 1999   | 3位                | 9      | 4      | 3      | 2      | 22     | 10     |
| 2001   | 優勝               | 9      | 6      | 2      | 1      | 21     | 6      |
| 2003   | 準優勝             | 9      | 7      | 1      | 1      | 23     | 5      |
| 2005   | 準優勝             | 9      | 5      | 2      | 2      | 18     | 9      |
| 2007   | 優勝               | 9      | 6      | 3      | 0      | 20     | 9      |
| 2009   | 優勝               | 9      | 6      | 1      | 2      | 17     | 9      |
| 2011   | 優勝               | 9      | 7      | 1      | 1      | 24     | 7      |
| 2013   | グループリーグ敗退 | 4      | 1      | 1      | 2      | 4      | 6      |
| 2015   | 4位                | 9      | 5      | 1      | 3      | 13     | 9      |
| 合計   | 26/27              | 172    | 107    | 33     | 32     | 338    | 135    |

### FIFA U-17ワールドカップ
| 開催年 | 結果               | 試合     | 勝利     | 引分     | 敗戦     | 得点     | 失点     |
| ------ | ------------------ | -------- | -------- | -------- | -------- | -------- | -------- |
| 1985   | 3位                | 6        | 4        | 0        | 2        | 13       | 8        |
| 1987   | グループリーグ敗退 | 3        | 0        | 2        | 1        | 0        | 1        |
| 1989   | ベスト8            | 4        | 2        | 1        | 1        | 5        | 3        |
| 1991   | ベスト8            | 4        | 3        | 0        | 1        | 8        | 2        |
| 1993   | 予選敗退           | 予選敗退 | 予選敗退 | 予選敗退 | 予選敗退 | 予選敗退 | 予選敗退 |
| 1995   | 準優勝             | 6        | 4        | 0        | 2        | 6        | 3        |
| 1997   | 優勝               | 6        | 6        | 0        | 0        | 21       | 2        |
| 1999   | 優勝               | 6        | 2        | 4        | 0        | 8        | 4        |
| 2001   | ベスト8            | 4        | 3        | 0        | 1        | 11       | 4        |
| 2003   | 優勝               | 6        | 5        | 1        | 0        | 15       | 1        |
| 2005   | 準優勝             | 6        | 4        | 0        | 2        | 16       | 11       |
| 2007   | ベスト16           | 4        | 1        | 1        | 2        | 14       | 4        |
| 2009   | グループリーグ敗退 | 3        | 1        | 0        | 2        | 3        | 4        |
| 2011   | 4位                | 7        | 4        | 1        | 2        | 15       | 12       |
| 2013   | ベスト8            | 5        | 4        | 1        | 0        | 19       | 4        |
| 2015   | ベスト8            | 5        | 3        | 0        | 2        | 5        | 5        |
| 合計   | 15/16              | 75       | 46       | 11       | 18       | 159      | 68       |

### 南米U-17選手権
| 開催年 | 結果   | 試合 | 勝利 | 引分 | 敗戦 | 得点 | 失点 |
| ------ | ------ | ---- | ---- | ---- | ---- | ---- | ---- |
| 1985   | 準優勝 | 8    | 7    | 0    | 1    | 32   | 4    |
| 1986   | 準優勝 | 7    | 1    | 6    | 0    | 6    | 5    |
| 1988   | 優勝   | 7    | 6    | 1    | 0    | 14   | 1    |
| 1991   | 優勝   | 7    | 5    | 0    | 2    | 18   | 6    |
| 1993   | 4位    | 7    | 4    | 2    | 1    | 13   | 9    |
| 1995   | 優勝   | 7    | 6    | 0    | 1    | 19   | 4    |
| 1997   | 優勝   | 7    | 5    | 2    | 0    | 20   | 7    |
| 1999   | 優勝   | 6    | 5    | 1    | 0    | 17   | 6    |
| 2001   | 優勝   | 7    | 4    | 3    | 0    | 18   | 5    |
| 2003   | 準優勝 | 7    | 5    | 1    | 1    | 15   | 4    |
| 2005   | 優勝   | 7    | 5    | 1    | 1    | 27   | 11   |
| 2007   | 優勝   | 9    | 6    | 1    | 2    | 29   | 11   |
| 2009   | 優勝   | 5    | 3    | 1    | 1    | 12   | 4    |
| 2011   | 優勝   | 9    | 7    | 1    | 1    | 22   | 11   |
| 2013   | 3位    | 9    | 5    | 4    | 0    | 14   | 6    |
| 2015   | 優勝   | 9    | 5    | 1    | 3    | 18   | 14   |
| 合計   | 16/16  | 118  | 79   | 25   | 14   | 294  | 108  |

## 歴代記録

### 出場数ランキング
2024年6月16日時点
| 順位 | 名前                     | 試合数 | ポジション | 期間      |
| ---- | ------------------------ | ------ | ---------- | --------- |
| 1    | カフー                   | 143    | DF         | 1990-2006 |
| 2    | ネイマール               | 128    | FW         | 2010-     |
| 3    | ダニエウ・アウヴェス     | 126    | DF         | 2006-2022 |
| 4    | ロベルト・カルロス       | 125    | DF         | 1992-2006 |
| 5    | チアゴ・シウバ           | 113    | DF         | 2008-2023 |
| 6    | ルシオ                   | 105    | DF         | 2000-2011 |
| 7    | クラウディオ・タファレル | 101    | GK         | 1987-1998 |
| 8    | ロビーニョ               | 100    | FW         | 2003-2017 |
| 9    | ロナウド                 | 98     | FW         | 1994-2011 |
| 9    | ジャウマ・サントス       | 98     | DF         | 1952-1968 |
| 11   | ロナウジーニョ           | 97     | FW         | 1999-2013 |
| 12   | ジウマール               | 94     | GK         | 1953-1969 |
| 13   | ジウベルト・シウバ       | 93     | MF         | 2001-2010 |
| 14   | ペレ                     | 92     | FW         | 1957-1971 |
| 14   | ロベルト・リベリーノ     | 92     | FW         | 1965-1978 |
| 14   | カカ                     | 92     | MF         | 2002-2016 |
| 17   | ドゥンガ                 | 91     | MF         | 1987-1998 |
| 17   | ジーダ                   | 91     | GK         | 1995-2006 |
| 19   | ジュリオ・セザル         | 87     | GK         | 2004-2014 |
| 20   | マルキーニョス           | 85     | DF         | 2013-     |

### 得点数ランキング
2023年10月18日時点
| 順位 | 名前                 | 得点数 | 試合数 | ポジション | 期間      |
| ---- | -------------------- | ------ | ------ | ---------- | --------- |
| 1    | ネイマール           | 79     | 128    | FW         | 2010-     |
| 2    | ペレ                 | 77     | 92     | FW         | 1957-1971 |
| 3    | ロナウド             | 62     | 98     | FW         | 1994-2011 |
| 4    | ロマーリオ           | 55     | 70     | FW         | 1987-2005 |
| 5    | ジーコ               | 48     | 71     | MF         | 1976-1986 |
| 6    | ベベット             | 39     | 75     | FW         | 1985-1998 |
| 7    | リヴァウド           | 34     | 74     | MF         | 1993-2003 |
| 8    | ロナウジーニョ       | 33     | 97     | FW         | 1999-2013 |
| 8    | ジャイルジーニョ     | 33     | 81     | MF         | 1964-1982 |
| 10   | アデミール           | 32     | 39     | FW         | 1945-1953 |
| 10   | トスタン             | 32     | 54     | FW         | 1966-1972 |
| 12   | ジジーニョ           | 30     | 53     | MF         | 1942-1957 |
| 13   | カレカ               | 29     | 60     | FW         | 1982-1993 |
| 13   | カカ                 | 29     | 92     | MF         | 2002-2016 |
| 15   | ロビーニョ           | 28     | 100    | FW         | 2003-2017 |
| 15   | ルイス・ファビアーノ | 28     | 45     | FW         | 2003-2013 |
| 17   | アドリアーノ         | 27     | 48     | FW         | 2000-2010 |
| 18   | リヴェリーノ         | 26     | 92     | MF         | 1965-1978 |
| 19   | ソクラテス           | 22     | 60     | MF         | 1979-1986 |
| 19   | ペペ                 | 22     | 41     | FW         | 1955-1965 |

## 歴代選手

### W杯の登録メンバー
| - 1930 FIFAワールドカップ参加チーム - 1934 FIFAワールドカップ参加チーム - 1938 FIFAワールドカップ参加チーム - 1950 FIFAワールドカップ参加チーム - 1954 FIFAワールドカップ参加チーム - 1958 FIFAワールドカップ参加チーム - 1962 FIFAワールドカップ参加チーム - 1966 FIFAワールドカップ参加チーム - 1970 FIFAワールドカップ参加チーム - 1974 FIFAワールドカップ参加チーム - 1978 FIFAワールドカップ参加チーム | - 1982 FIFAワールドカップ参加チーム - 1986 FIFAワールドカップ参加チーム - 1990 FIFAワールドカップ参加チーム - 1994 FIFAワールドカップ参加チーム - 1998 FIFAワールドカップ参加チーム - 2002 FIFAワールドカップ参加チーム - 2006 FIFAワールドカップ参加チーム - 2010 FIFAワールドカップ参加チーム - 2014 FIFAワールドカップ参加チーム - 2018 FIFAワールドカップ参加チーム - 2022 FIFAワールドカップ参加チーム |

### 主な代表選手
GK
| - カスチーリョ 1950-1962 - ジウマール 1956-1969 - エメルソン・レオン 1969-1986 | - クラウディオ・タファレル 1988-1998 - ジーダ 1995-2006 - ジュリオ・セザル 2004-2014 |

DF
| - ニウトン・サントス 1949-1968 - ジャウマ・サントス 1952-1968 - イウデラウド・ベリーニ 1957-1966 - カルロス・アウベルト 1964-1977 - ヴィウソン・ピアッザ 1968-1978 - エジーニョ 1977-1986 - オスカル 1978-1986 - ジュニオール 1979-1992 | - ブランコ 1985-1995 - ジョルジーニョ 1987-1995 - アウダイール 1989-2000 - カフー 1990-2006 - ロベルト・カルロス 1992-2006 - ルシオ 2000-2011 - フアン 2001-2010 - マイコン 2003-2014 |

MF
| - ジジ 1952-1962 - ジト 1955-1966 - ジェルソン 1961-1972 - ジーコ 1976-1986 - ファルカン 1976-1986 - トニーニョ・セレーゾ 1977-1985 - ソクラテス 1979-1986 - ドゥンガ 1982-1998 | - バウド 1986-1993 - ライー 1987-1998 - ジーニョ 1989-1998 - レオナルド 1990-2001 - マウロ・シウバ 1991-2001 - ゼ・ロベルト 1995-2006 - エメルソン 1997-2006 - ジウベルト・シウバ 2001-2010 |

FW
| - アルツール・フリーデンライヒ 1914-1925 - レオニダス 1932-1946 - ジジーニョ 1942-1957 - アデミール 1945-1953 - ババ 1955-1964 - ガリンシャ 1955-1966 - ペレ 1956-1971 - マリオ・ザガロ 1958-1964 - ジャイルジーニョ 1964-1982 - ロベルト・リベリーノ 1965-1978 - トスタン 1966-1972 | - エデル 1979-1986 - カレッカ 1982-1993 - ベベット 1985-1998 - ミューレル 1986-1998 - ロマーリオ 1987-2005 - リバウド 1993-2003 - ロナウド 1994-2011 - ロナウジーニョ 1999-2013 - アドリアーノ 2000-2010 - カカ 2002-2015 - ロビーニョ 2003-2017 |

## 歴代監督
| 名前                                     | 期間            | 備考  |
| ---------------------------------------- | --------------- | ----- |
| アデマール・ピメンタ                     | 1936年 - 1938年 | 1期目 |
| アデマール・ピメンタ                     | 1942年          | 2期目 |
| フラビオ・コスタ                         | 1944年 - 1950年 | 1期目 |
| ゼゼ・モレイラ                           | 1952年          | 1期目 |
| アイモレ・モレイラ                       | 1953年          | 1期目 |
| ゼゼ・モレイラ                           | 1954年 - 1955年 | 2期目 |
| フラビオ・コスタ                         | 1955年          | 2期目 |
| ビセンテ・フェオラ                       | 1955年          | 1期目 |
| オスワルド・ブランダン                   | 1955年 - 1956年 | 1期目 |
| フラビオ・コスタ                         | 1956年          | 3期目 |
| テテ                                     | 1956年          |       |
| シルビオ・ピリロ                         | 1957年          |       |
| ペドリーニョ                             | 1957年          |       |
| オスワルド・ブランダン                   | 1957年          | 2期目 |
| ビセンテ・フェオラ                       | 1958年 - 1960年 | 1期目 |
| アイモレ・モレイラ                       | 1961年 - 1963年 | 2期目 |
| ビセンテ・フェオラ                       | 1964年 - 1966年 | 2期目 |
| ドリバル・ユストリッチ                   | 1968年          |       |
| ジョアン・サルダーニャ                   | 1969年 - 1970年 |       |
| マリオ・ザガロ                           | 1970年 - 1974年 | 1期目 |
| オスワルド・ブランダン                   | 1975年 - 1977年 | 3期目 |
| クラウディオ・コウティーニョ             | 1977年 - 1980年 |       |
| テレ・サンタナ                           | 1980年 - 1982年 | 1期目 |
| カルロス・アルベルト・パレイラ           | 1983年          | 1期目 |
| エドゥ・アントゥネス・コインブラ         | 1983年 - 1984年 |       |
| エバリスト・デ・マセド                   | 1984年 - 1985年 |       |
| テレ・サンターナ                         | 1985年 - 1986年 | 2期目 |
| カルロス・アルベルト・シルバ             | 1987年 - 1988年 |       |
| セバスティアン・ラザローニ               | 1989年 - 1990年 |       |
| パウロ・ロベルト・ファルカン             | 1991年          |       |
| カルロス・アルベルト・パレイラ           | 1991年 - 1994年 | 2期目 |
| マリオ・ザガロ                           | 1995年 - 1998年 | 2期目 |
| ヴァンデルレイ・ルシェンブルゴ           | 1998年 - 2000年 |       |
| エメルソン・レオン                       | 2000年 - 2001年 |       |
| ルイス・フェリペ・スコラーリ             | 2001年 - 2002年 | 1期目 |
| マリオ・ザガロ                           | 2002年          | 3期目 |
| カルロス・アルベルト・パレイラ           | 2003年 - 2006年 | 3期目 |
| ドゥンガ                                 | 2006年 - 2010年 |       |
| マノ・メネーゼス                         | 2010年 - 2012年 |       |
| ルイス・フェリペ・スコラーリ             | 2012年 - 2014年 | 2期目 |
| ドゥンガ                                 | 2014年 - 2016年 | 2期目 |
| チッチ                                   | 2016年 - 2022年 |       |
| ラモン・メネゼス                         | 2023年          |       |
| フェルナンド・ジニス                     | 2023年 - 2024年 |       |
| ドリヴァウ・シウヴェストレ・ジュニオール | 2024年 - 2025年 |       |
| カルロ・アンチェロッティ                 | 2025年 -        |       |

## エピソード
- 初の自国開催大会である1950年ワールドカップブラジル大会では、エスタジオ・ド・マラカナンで行われた第3戦でウルグアイ代表に1-2で敗北した。2人がその場で自殺し、2人がショック死、20人以上が失神し、ブラジルサッカー史上最大の事件となった（マラカナンの悲劇）。なお、この件を忘れるため、ブラジル代表はその後ユニフォームを黄色（カナリア色）に変更。以後、白いユニフォームの着用を避け続けることになる。
- 1990年ワールドカップイタリア大会の決勝1回戦で、宿敵のアルゼンチン代表に0-1で敗北しベスト16で姿を消した際は、セバスティアン・ラザロニ監督に対する国民からの非難が殺到した。帰国後は、危害が加えられることを避けるために家族ともども自宅を引き払い身を隠すことを余儀なくされた。
- 1994年ワールドカップアメリカ大会の優勝時には、同年5月1日にレース中の事故で死去したブラジル人F1ドライバーのアイルトン・セナをたたえ

と書かれた横断幕を選手たちの手で掲げ、4度目の優勝を捧げた。
- 2度目の自国開催大会となり優勝を期待されていた2014年大会では、ミネイロンで行われた準決勝でドイツ代表に1-7で惨敗したことで、代表メンバーやスコラーリ監督への非難の声が相次ぎ[16]、怒った一部のファンが暴徒化してバスが燃やされたり、商品が略奪されるなど[17]の事態となった（ミネイロンの惨劇）。
- 2023年6月17日、スペイン・バルセロナのRCDEスタジアムに於いて、ギニア代表とのインターナショナルフレンドリーマッチを戦った際には『反人種差別』への意思を示すため、同国史上初となるブラックユニフォームを着用した[18]。